# Institut des diaconesses d'Helsinki
L'Institut des diaconesses d'Helsinki  (finnois : Helsingin Diakonissalaitos) est un hôpital des diaconesses à Helsinki en Finlande.

## Présentation
L'institut a été créée en 1867 par Aurora Karamzin et installée dans son siège actuel.
Parmi ses directeurs citons Amanda Cajander, connue comme la première diaconesse de Finlande, qui dirigea l'institution à partir de 1867.
L'institut propose  des services sociaux et de santé et a servi d'hôpital depuis sa création.
L'organisation est aussi une fondation à but non lucratif active en Finlande et dans le monde entier.

## Installations
Les bâtiments de l'Institut d'Helsinki occupe complètement l'îlot urbain délimité par Helsinginkatu, Kolmas linja, Alppikatu, ainsi qu'une piste piétonne et cyclable entre le bloc et la zone des villas de Linnunlaulu.
En plus de la région d'Helsinki, l'Institut des diaconesses est aussi actif à Lahti, Kuopio, Turku, Oulu et Rovaniemi. 
La filiale Hoiva Oy de l'Institut des diaconesses d'Helsinki a également des activités à Tampere, Lahti et Järvenpää.

## Galerie

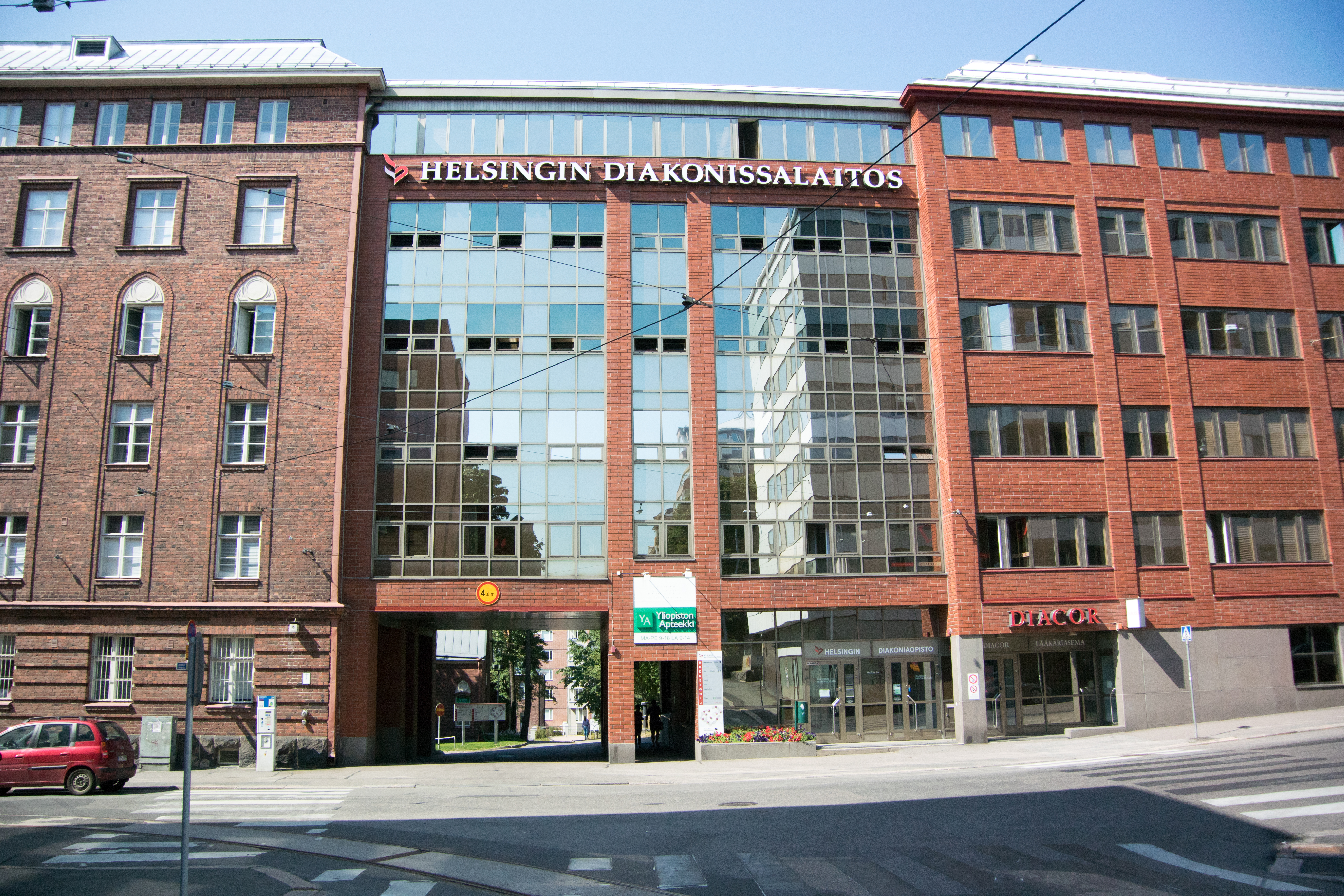
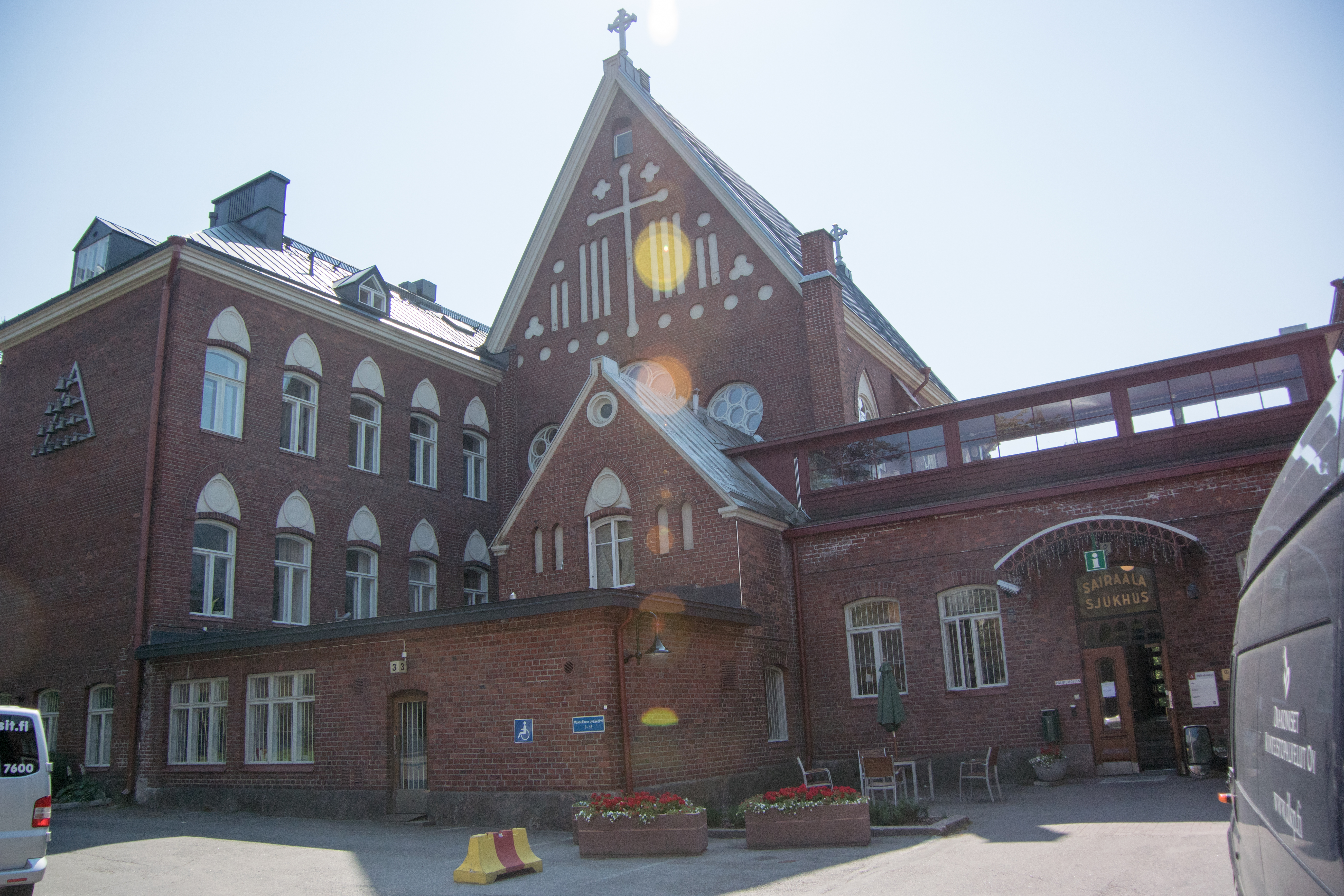
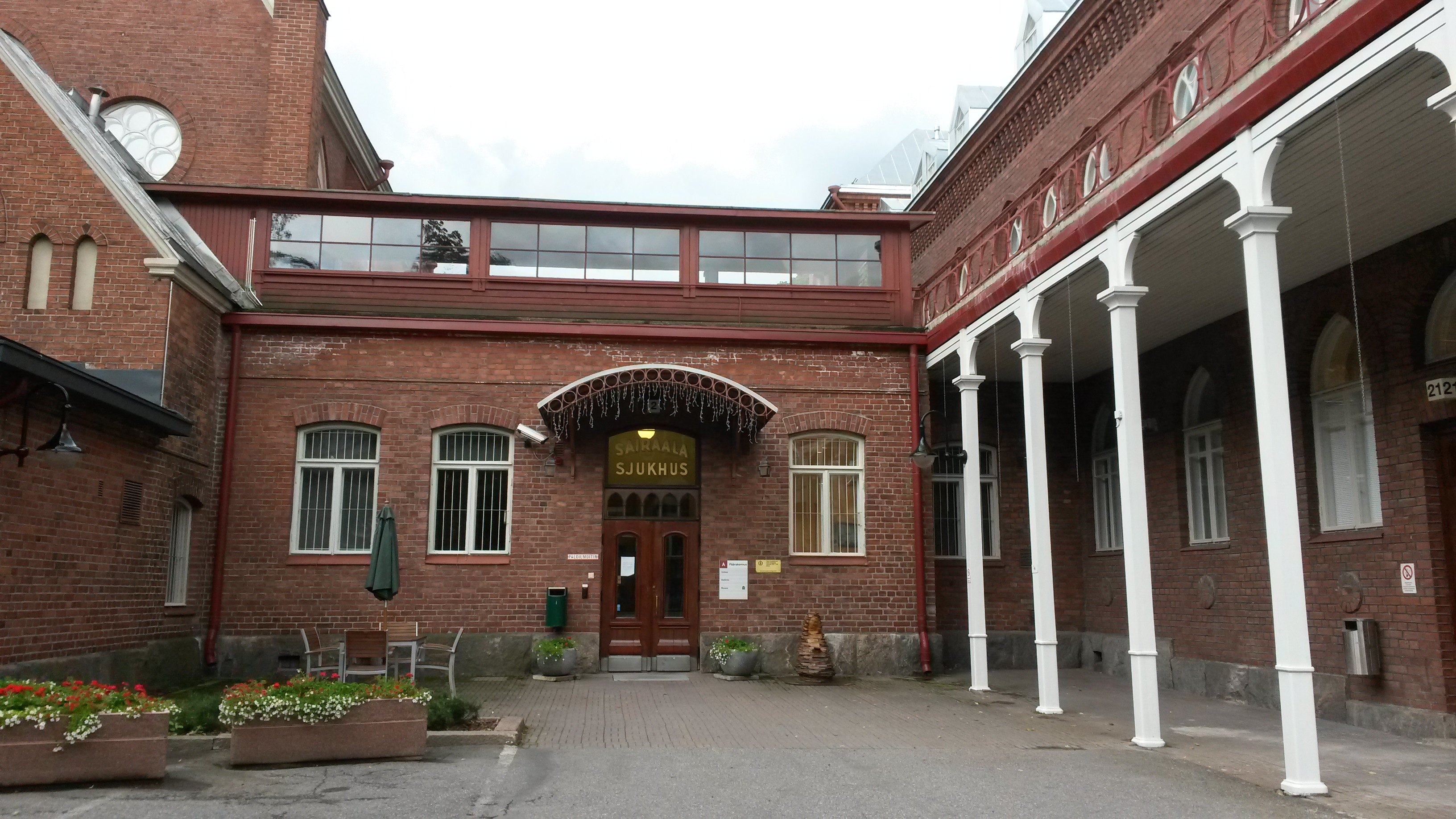
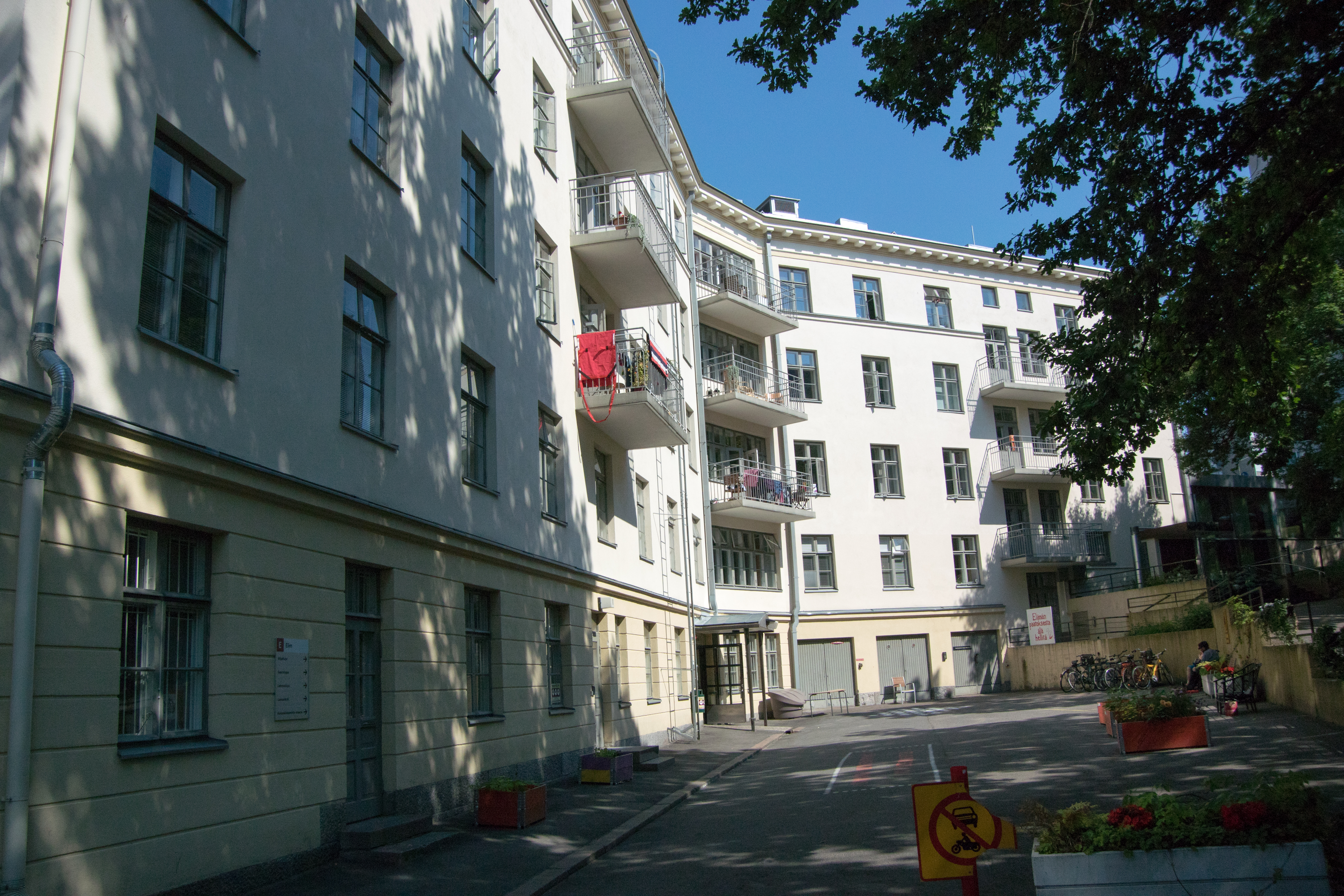
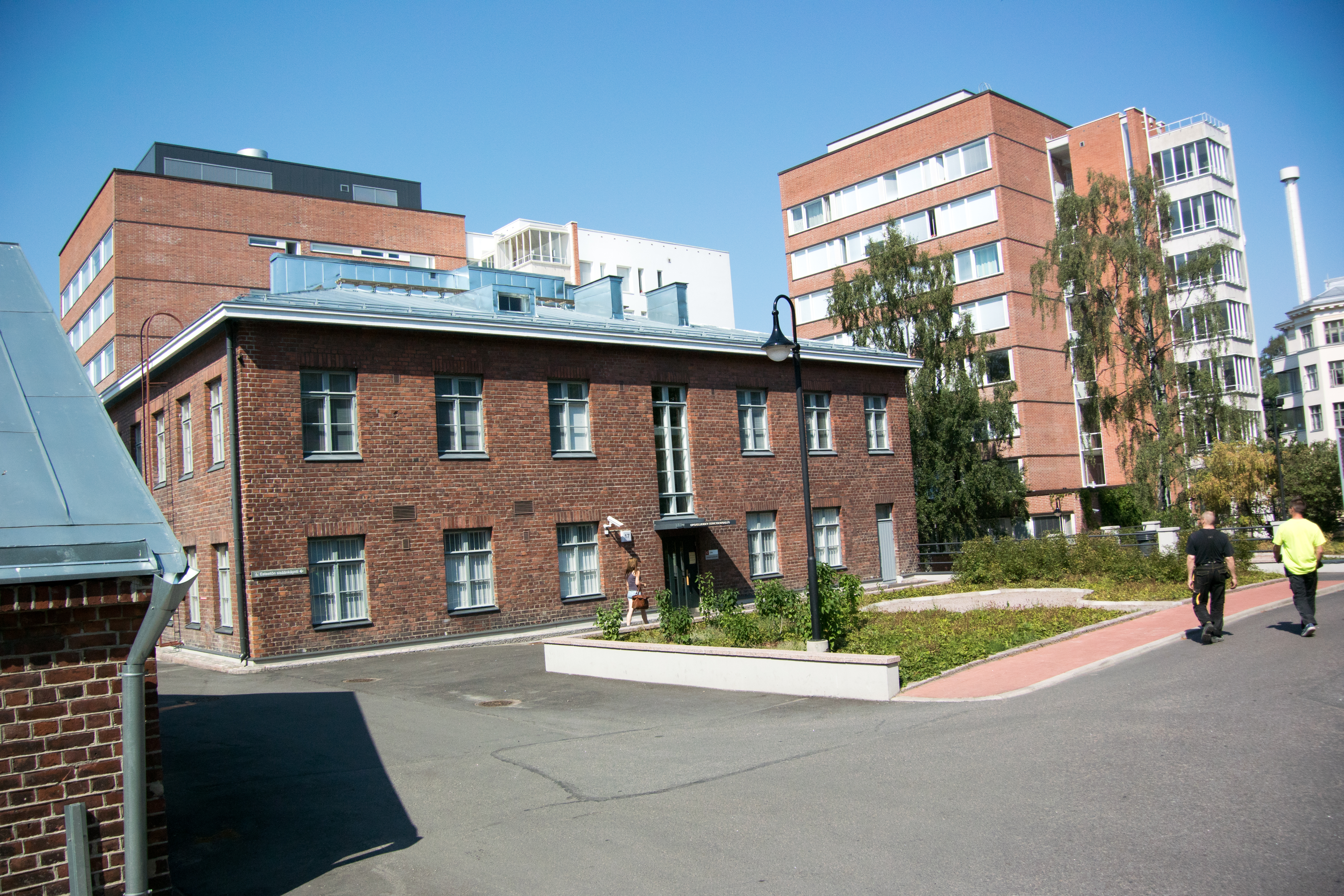
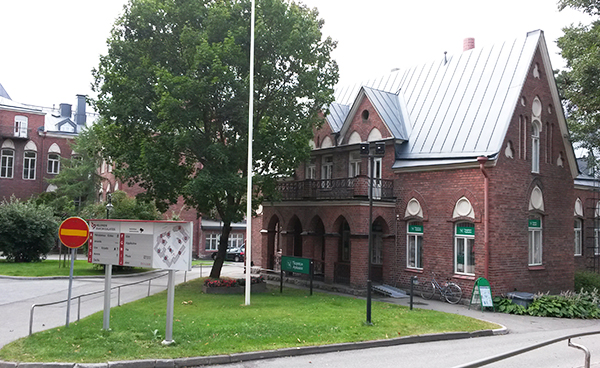